# 艾希 (奥地利)
艾希（德語：Aich）是奥地利施蒂利亚州利岑县的一个市镇。总面积24.68平方公里，总人口890人，人口密度36.1人/平方公里（2005年）。